# Первый корпус Потомакской армии
Первый корпус Потомакской армии — одно из боевых подразделений Армии Союза во время гражданской войны в США. Известен тем, что первым вступил в сражение при Геттисберге, где был полностью разгромлен и вскоре расформирован. Летом 1862 года корпус временно считался Третьим Корпусом Вирджинской Армии.

## Формирование
Первый корпус Потомакской армии был создан 13 марта 1862 года после президентского приказа о формировании армии в размере четырёх корпусов под командованием генерал-майора Джорджа Макклелана. Первым командиром корпуса стал генерал-майор Ирвин Макдауэлл. Корпус состоял из трёх дивизий и в марте имел следующий вид:
- 1-я дивизия, ген. Уильям Франклин. (Бригады Филипа Керни, Генри Слокама и Джона Ньютона)
- 2-я дивизия, ген. Джорд Маккол. (Бригады Джона Рейнольдса, Джорджа Мида и Эдварда Орда)
- 3-я дивизия, ген. Руфус Кинг. (Бригады Огура, Уодсворта и Катлера)

Сначала предполагалось, что он будет направлен на Вирджинский полуостров для участия в кампании на полуострове, однако после появления Джексона-Каменная-Стена в долине Шенандоа Линкольн предпочёл оставить корпус неподалёку от Вашингтона ради безопасности столицы. Одна из дивизий корпуса, так называемая Пенсильванская Резервная, была в июне всё же отправлена на полуостров, где присоединилась к V корпусу. Ей пришлось принять участие в боях при Гейнс-Милл и Глендейле. В этих боях попали в плен дивизионный командир Джордж Маккол и будущий командир Первого корпуса Джон Рейнольдс.

## История
После Семидневной битвы и завершения кампании на полуострове Пенсильванская резервная дивизия вернулась в состав Первого корпуса. После этого корпус был переведён в Вирджинскую армию генерала Поупа и переименован в Третий Корпус Вирджинской армии. В составе корпуса находились дивизии Руфуса Кинга, Джеймса Рикеттса и Джона Рейнольдса. В таком виде корпус принял участие во Втором сражении при Булл-Ран. После булл-ранского разгрома Макдауэлл был назван одним из виновников, но избежал формального наказания только потому, что согласился дать показания против генерала Портера. И тем не менее его отстранили навсегда от командования, и 6 сентября 1862 года командование принял генерал Джозеф Хукер. При Хукере корпусу вернули прежнее название. Командир 1-й дивизии, Руфус Кинг, был отстранён от командования из-за припадков эпилепсии и заменён на Джона Хетча.
Корпус принял участие в Мерилендской кампании, сражаясь в Южных Горах и в сражении при Энтитеме. Генерал Хетч был ранен в Южных Горах и Первую дивизию передали Эбнеру Даблдею. Генерал Рейнольдс в это время был вызван в Пенсильванию для тренировки ополченцев, его место занял Джордж Мид, так что в сражении при Энтитеме участвовали следующие дивизии:
- Дивизия генерала Эбнера Даблдея (бригады Вальтера Фелпса, Марсена Патрика и Джона Гиббона);
- Дивизия генерала Джеймса Рикеттса (бригады Абрама Дьюри, Уильяма Кристиана и Джорджа Хартсуффа);
- Дивизия генерала Джорджа Мида (бригады Трумана Сеймура и Томаса Галлахера).

Корпус первым вступил в бой и понёс огромные потери в районе знаменитого Кукурузного Поля. Сам Хукер был ранен в ногу и командование временно принял генерал Джордж Мид. В октябре вернулся Джон Рейнольдс и стал командиром корпуса вместо раненого Хукера. После сражения командиром 2-й дивизии вместо раненого Рикеттса стал Джон Гиббон.
Корпус прошёл три сражения за шесть недель и сильно уменьшился в размере. Он был пополнен новобранцами и к ноябрю восстановил урон. Когда командиром Потомакской армии стал генерал Эмброуз Бернсайд, он объединил I корпус с VI-м в Левую гранд-Дивизию, которой командовал Уильям Франклин.
В середине ноября корпус участвовал в наступлении Потомакской армии на юг и 13 декабря принял участие в сражении при Фредериксберге. Дивизии Рейнольдса и Мида штурмовали позиции генерала Джексона, а дивизия Даблдея стояла в резерве. Потери были сравнительно невелики. После отстранения Бернсайда и назначения командиром армии генерала Хукера, гранд-дивизии были ликвидированы и корпус снова стал самостоятельным формированием. Джеймс Уодсворт заменил Гиббона, а Джон Робинсон заменил генерала Мида.
Весной 1863 года произошло сражение при Чанселорсвилле, во время которого корпус задействован не был. Перед Чанселорсвиллом были введены корпусные и дивизионные знаки различия, и первый корпус получил символику на основе круга.
| Дивизионные знаки различия I-го корпуса |
| --------------------------------------- |
| - 1 дивизия - 2 дивизия - 3 дивизия     |

### Геттисберг
В ходе геттисбергской кампании Первый Корпус двигался на север на левом фланге армии. 25 июня он пересёк Потомак (вслед за XI корпусом)и вечером 27 числа встал лагерем в Мидллтауне, откуда 28 июня выступил во Фредерик, а 29 июня перешёл из Фредерика в Эммитсберг. 30 июня корпус прошёл всего 4 мили в направлении на Геттисберг.
К началу сражения при Геттисберге корпус насчитывал 12 596 человек и имел следующий вид:
- 1 Дивизия Джеймса Уодсворта
  - Железная бригада Соломона Меридита: 5 полков
  - Бригада Лизандера Катлера: 6 полков
- 2 Дивизия Джона Робинсона
  - Бригада Габриэля Пола: 5 полков
  - Бригада Генри Бакстера: 6 полков
- 3 Дивизия Эбнера Даблдея
  - Бригада Чепмана Бидля: 4 полка
  - Бригада Рой Стоуна: 3 пенсильванских полка
  - Бригада Джорджа Стеннарда: 3 вермонтских полка

Перед началом сражение Рейнольдс осуществлял общее командование тремя корпусами — 1-м, 3-м и 11-м, а также кавалерийской дивизией Бафора. Бафор первым начал перестрелку с противником у Геттисберга, после чего — примерно в 10:30 — подошёл весь корпус Рейнольдса. Первой появилась дивизия Уодсворта, бригады Катлера (1500 чел.) и Железная Бригада Мередитта (1450 чел.). Рейнольдс отправился к бригаде Мередитта и в этот момент был убит случайной пулей. Чуть позже подошла дивизия Робинсона и удлинила фронт вправо, а затем появилась дивизия Даблдея и удлинила фронт влево. Даблдей принял командование корпусом, передав свою дивизию Томасу Роулей.
Вторым на поле боя прибыл XI корпус Ховарда и прикрыл правый фланг Первого корпуса. Однако южане атаковали и заставили Первый Корпус отойти с хребта Макферсона на Семинарский хребет, затем корпус был атакован дивизией Дурси Пендера и обратился в бегство по улицам Геттисберга. 2-го июля командиром корпуса был назначен Джон Ньютон, несмотря на то, что Даблдей считался выше рангом. В тот день корпус был отведён с передовых позиций и в боях не участвовал.
3-го июля во время Атаки Пикетта дивизия Даблдея стояла левее дивизии Гиббона, по которой пришёлся основной удар атакующих. Наступающая дивизия Джорджа Пикетта двигалась сначала на Даблдея, потом уклонилась влево, так что Даблдей выдвинул вперёд бригаду Стеннарда, которая обстреляла противника с тыла. Этим ограничилось участие I-го корпуса в том бою.
Под Геттисбергом корпус понёс колоссальные потери, из строя выбыло 6060 человек (666 убито, 3231 ранено, 2162 пленено), то есть 48 % его состава. Это были рекордные потери, даже сильно пострадавший II корпус потерял меньше (4369 человек). Корпус был практически уничтожен. Он формально просуществовал осень и зиму, но 24 марта 1864 года его расформировали, свели солдат в две дивизии (Робинсона и Уодсворта), и передали их V-му корпусу. Дивизия Даблдея прекратила существование, а сам Даблдей, после неудачных попыток добиться должности командира корпуса, покинул армию и переселился в Вашингтон. Он так и не простил Миду своего отстранения и позже давал показания против Мида следственному комитету.